# Nadeschda Awksentjewna Gawriljuk
Nadeschda Awksentjewna Gawriljuk (russisch Надежда Авксентьевна Гаврилюк; * 28. Juli 1951 in Sowetskaja Gawan) ist eine sowjetisch-ukrainische Althistorikerin.

## Leben
Gawriljuk studierte in Minsk an der Belarussischen Staatsuniversität in der Fakultät für Geschichtswissenschaft mit Abschluss 1973. Darauf wurde sie wissenschaftliche Mitarbeiterin des Oblast-Landeskunde-Museums Mykolajiw und 1974 Senior-Laborantin der Südbug- und Saporischschja-Expedition des Moskauer Instituts für Archäologie der Akademie der Wissenschaften der UdSSR (AN-SSSR).
Es folgte Gawriljuks Aspirantur am Institut für Archäologie der Akademie der Wissenschaften der Ukrainischen SSR in Kiew bei Alexei Iwanowitsch Terenoschkin (1975–1978). Sie blieb dann dort als wissenschaftliche Mitarbeiterin. 1980 verteidigte sie mit Erfolg am Institut für Archäologie der AN-SSSR ihre Dissertation über die Stuckkeramik der Steppen-Skythen für die Promotion zur Kandidatin der Geschichtswissenschaften. Sie leitete das Autorenkollektiv des Wörterbuchs der Archäologie.
Seit 1996 leitet Gawriljuk die Abteilung für Feldforschung des Kiewer Instituts für Archäologie der Nationalen Akademie der Wissenschaften der Ukraine (NAN). 2000 verteidigte sie mit Erfolg am St. Petersburger Institut für Materielle Kultur ihre Doktor-Dissertation über die Steppen-Skythen im 7.–4. Jahrhundert v. Chr. unter Berücksichtigung der ökologischen Aspekte für die Promotion zur Doktorin der Geschichtswissenschaften. Seit 2001 ist sie Chefredakteurin des Jahrbuches der Archäologischen Entdeckungen der Ukraine und seit 2007 Mitglied des Nationalen Keramik-Expertenrats für die jährlichen Keramik-Wettbewerbe. Sie ist wissenschaftliche Beraterin der Archäologischen Bachtschyssaraj-Expedition.